# Cordillera Oriental (Colombia)

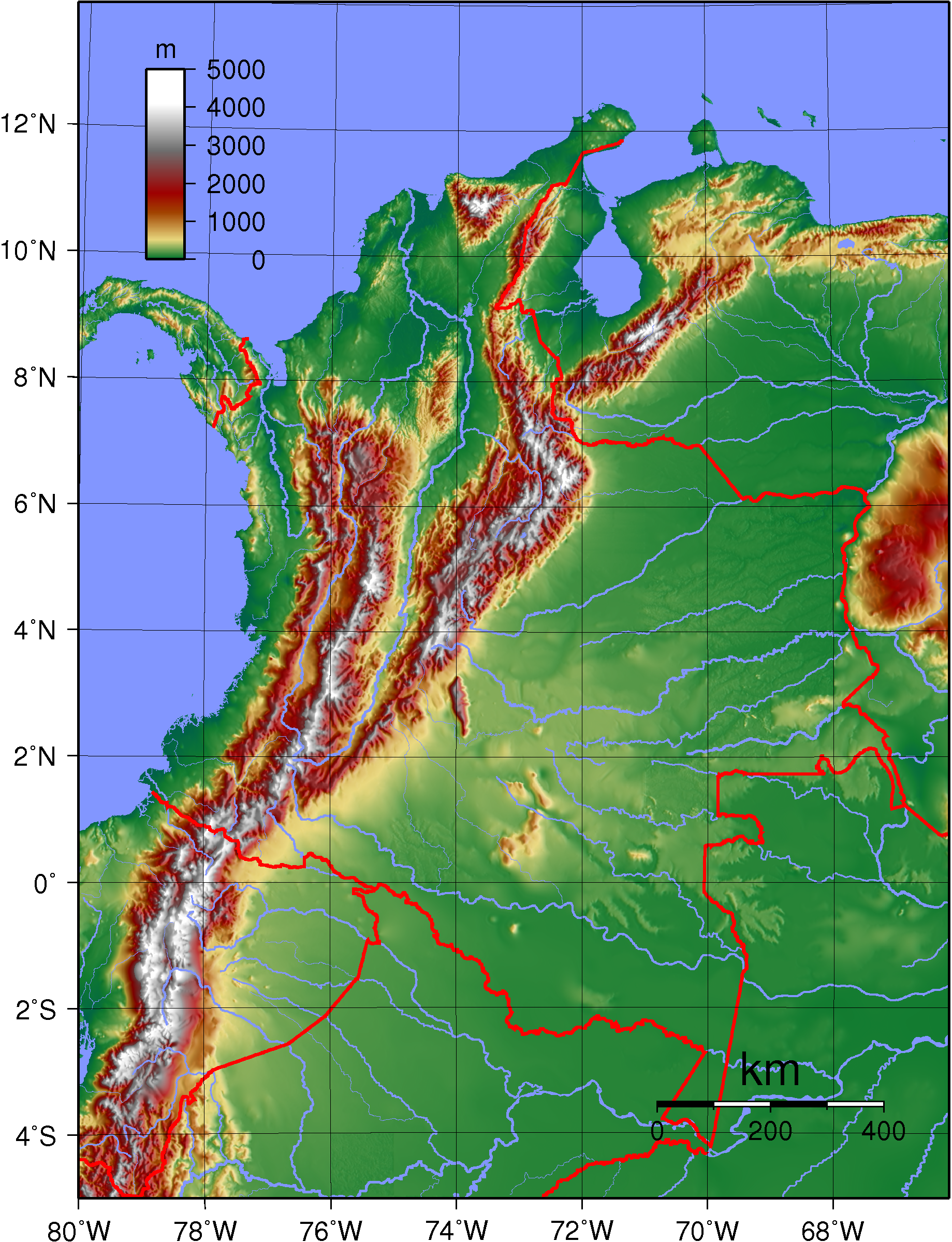
Bản đồ địa hình chỉ ra dãy núi Andes bị chia tách tại Colombia với Cordillera Oriental (dãy núi Đông) kéo dài tới Venezuela.

Cordillera Oriental (nghĩa là "dãy núi Đông") là một trong ba dãy núi chính chia tách ra từ dãy núi Andes tại Colombia.
Nó trải dài từ tây nam tới đông bắc, từ Nudo de Almaguer, hay "khối núi Colombia" trong khu hành chính (tỉnh) Cauca tới dãy núi Perijá trong khu hành chính La Guajira.
Phần phía tây của Cordillera Oriental thuộc về lưu vực sông Magdalena, trong khi phần phía đông thuộc lưu vực các sông như Amazon, Orinoco và Catatumbo.
Trong phạm vi địa hình của nó là các cao nguyên Altiplano Cundiboyacense với độ cao trung bình khoảng 2.600 m trên mực nước biển và Sierra Nevada del Cocuy. Cao nguyên Sierra Nevada del Cocuy cũng là nơi có các đỉnh núi cao bị tuyết che phủ quanh năm thuộc dãy núi này như Pan de Azúcar (5.120 m), Diamante (4.800 m), el Púlpito del Diablo (5.100 m), Toti (4.800 m), Portales (4.800 m), Cóncavo (5.200 m), Concavito (5.100 m), San Pablines Nam (5.180 m) và Bắc (5.200 m), Ritacuba Blanco (5.330 m), Picacho (5.030 m), Puntiagudo (5.200 m), Ritacuba Negro (5.300 m), el Castillo (5.100 m), đỉnh không tên (5.000 m), Sirara (5.200 m).
Cordillera Occidental là một đặc trưng chính khác trong địa hình của các khu hành chính Cundinamarca, Boyacá, Santander và Norte de Santander. Nó tạo thành giới hạn phía đông và đông nam của Huila, Tolima, Cesar và La Guajuira, với phần kéo dài phía nam của nó đạt tới khu vực phía tây của các khu hành chính Caquetá, Meta, Casanare và Arauca.